# Lijst van Belgische adelsverheffingen 1910
Belgische adelsverheffingen in 1910

## Baron
- Ridder Léon van der Elst, baron, overdraagbaar bij eerstgeboorte

## Jonkheer
- Pierre Dessain, verheffing, erfelijke adel
- Louis van Langenhove, verheffing, erfelijke adel
- Auguste Oldenhove de Guertechin, verheffing, erfelijke adel
- Franz Oldenhove de Guertechin, verheffing, erfelijke adel
- Eugène de Savoye, verheffing, erfelijke adel
- Charles Wilmart, verheffing, erfelijke adel